# Эль-Валье (вулкан)
Эль-Ва́лье (исп. El Valle)  — спящий стратовулкан в Панаме, в провинции Кокле́, в 80 км от столицы страны города Панамы. Высота — 1185 м. Последнее извержение произошло около 13 000 лет назад. В центре вулкана располагается кальдера диаметром 6 километров. Она была образована 56 000 лет назад в результате обвала конуса горы Пахита (исп. Pajita).